# Colours (album d'Eloy)
Albums de Eloy
Silent Cries and Mighty Echoes
(1979) Planets
(1981)
Singles
1. Silhouette / Horizons
Sortie : 1980
2. Wings of Visions / Sunset
Sortie : 1980

Colours est le huitième album studio du groupe de rock progressif allemand Eloy. Il est sorti en 1980 sur le label EMI Electrola et a été produit par Frank Bornemann et Eloy.

## Historique
Cet album a été enregistré avec une nouvelle formation, seuls Franck Bornemann et Klaus-Peter Matziol étaient présents sur Silent Cries and Mighty Echoes. Hannes Arkona (guitare, qui accompagnait le groupe lors de la tournée 1979), Hannes Folberth (claviers) et Jim McGillivray (batterie, percussions) ont rejoint le groupe. Eloy retrouve aussi avec McGillivray un nouveau parolier en lieu et place de l'ancien batteur, Jürgen Rosenthal. Le changement de musiciens entraina aussi des changements musicaux, les titres sont plus courts et moins planants.
L'album a été enregistré à Hanovre dans les tout nouveaux studios que Frank Bornemann venait d'ouvrir, les studios Horus Sound.
Il se classa à la 28e place des charts allemands.

## Liste des titres
- Tous les titres sont signés par Jim McGillivray et Eloy sauf indications.

Face 1
1. Horizons - 3:20
2. Illuminations - 6:19
3. Giant (Sonja Brown / Eloy) - 6:05
4. Impressions (Sonja Brown / Eloy) - 3:06

Face 2
1. Child Migration - 7:23
2. Gallery - 3:08
3. Silhouette - 6:57
4. Sunset - 3:15

Titres bonus réédition 2005
1. Wings of Vision - 4:14
2. Silhouette - 3:30

## Musiciens
- Frank Bornemann : chant, guitare électrique et acoustique
- Klaus-Peter Matziol : basse, chœurs
- Hannes Arkona : guitare électrique et acoustique
- Hannes Folberth : claviers
- Jim McGillivray : batterie, percussions
- Edna & Sabine : voix sur Horizons

## Charts
| Pays      | Durée du classement | Meilleur classement |
| --------- | ------------------- | ------------------- |
| Allemagne | 17 semaines         | 28e                 |